# Lijst van cameramodellen van Pentax
Dit is een overzicht van alle camera's ooit geproduceerd door Pentax.
Pentax werd op 31 maart 2008 onderdeel van Hoya Corporation, dat in de zomer van 2011 de fotografische activiteiten van Pentax aan heeft Ricoh doorverkocht. In 2013 veranderde ook de naam in Ricoh.

## Kleinbeeld
Kleinbeeld heeft een hoogte van 24 mm en een breedte van meestal 36 mm.
- M37-draad
  - Asahiflex SLR
    - I, IA, IIA en IIB
- M42x1-draad SLR
  - Asahi-Pentax Serie
    - AP, K, S, S1 en H1, S1a en H1a, S2 en H2, S3 en H3, SV en H3v

  - Asahi-Spotmatic Serie
    - Spotmatic, SL, Spotmatic II, SP500, SP1000, Spotmatic F, Electro Spotmatic en ES II
- K-bajonet
  - K-serie, de eerste met de K-bajonet
    - K2, KX, KM en K1000

  - M-serie 
    - ME, MX, MG, ME-Super, ME-F, MV, MV-1, MF, MF-1

  - A-serie
    - Super-A, Program-A en A3

  - LX, professioneel kleinbeeld camerasysteem
  - P-Serie
    - P30, P30n, P30t en P50

  - Andere
    - Metalica I en Metalica II
- Auto-focus SLR
  - S-Serie
    - SF7 en SF10, SFX en SF1, SFXn en SF1n

  - Z/Pz-Serie
    - PZ-10, PZ-1, PZ-20, PZ-50, PZ-1P en PZ-70

  - MZ/ZX-Serie
    - MZ-S, MZ-3, MZ-10, MZ-30, MZ-50, MZ-5N, MZ-7 en MZ-M

  - °ist-Serie
    - *ist
- Compact
  - Espio 115M, Espio 738, IQZoom 70, PC35AF en PC-303

## Rolfilm middenformaat
Rolfilm wordt gebruikt voor middenformaatcamera's met een breedte van meestal 6 cm.
- 6x4.5
  - Manual Focus
    - 645

  - Autofocus
    - 645N en 645N II

  - Digitaal
    - 645D en 645Z[1]
- 6x7
  - 6x7, 67 en 67 II

## Andere filmformaten
- 110 Pocket-Instamatic
  - Auto 110
- APS-Film
  - efina en efina T

## Digitaal
- Spiegelreflex
  - *ist D en afgeleiden
  - K100D, K100D super en K110D, K10D, K200D, K20D, K-x, K-r, K-3[1], K-7, K-5, K-30, K-5II, K-5IIs, K-50, K-500 en K-S1

- Spiegelloos
  - K-01, Q, Q10, Q7 en Q-S1[1]

- Compact
  - Optio 330, Optio 330 RS, Optio 450, Optio S, Optio 33L en Optio 750z

1. 1 2 3  Camera's die in productie zijn genomen na de overname van de cameradivisie van Pentax door Ricoh